# Omma sagitta
Omma sagitta is een keversoort uit de familie Ommatidae. De wetenschappelijke naam van de soort is voor het eerst geldig gepubliceerd in 1989 door Neboiss.